# Curtanaerobium
Curtanaerobium es un género de bacterias grampositivas de la familia Eggerthellaceae. Actualmente contiene una sola especie: Curtanaerobium respiraculi. Fue descrito en el año 2023. Su etimología hace referencia a bacteria anaerobia corta. El nombre de la especie hace referencia al sistema respiratorio. Es anaerobia estricta e inmóvil. Tiene un tamaño de 0,3 μm de ancho por 0,5 μm de largo. Catalasa y oxidasa positivas. Temperatura de crecimiento entre 26-45 °C, óptima de 37 °C. Forma colonias circulares, elevadas, lisas, brillantes y grises en agar sangre. Es sensible a ampicilina, ciprofloxacino, clindamicina, daptomicina, eritromicina, gentamicina, linezolid, moxifloxacino, nitrofurantoina, oxacilina, oritavancina, penicilina, rifampicina, teicoplanina, tetraciclina, tigeciclina y vancomicina. Tiene un contenido de G+C de 62%. Se ha aislado del tracto respiratorio de un humano con cáncer de pulmón en Pekín, China. 